# BREST (Reaktor)
Der BREST-Reaktor (russisch БРЕСТ, ausgeschrieben russisch Быстрый Реактор ЕСТественной безопасности für Schneller Reaktor mit inhärenter Sicherheit) ist ein russisches Reaktorkonzept für einen bleigekühlten schnellen Brüter, der dem Standard eines Generation-IV-Reaktors entsprechen soll. Es befinden sich zwei Varianten unterschiedlicher Leistung (300 MWe und 1200 MWe) in Bau bzw. Planung. Der BREST-Reaktor bietet einige passive Sicherheitseigenschaften und soll einen geschlossenen Brennstoffkreislauf ermöglichen.
Im Reaktor kommt nitridischer Kernbrennstoff, der eine hohe Dichte (14,3 g/cm3) und eine hohe Wärmeleitfähigkeit (20 W/(m·K)) aufweist, zum Einsatz. Blei als Kühlmittel ermöglicht Kühlung durch natürliche Konvektion und bietet einen sehr hohen Siedepunkt. Des Weiteren stellt Blei aufgrund der hohen Dichte eine gute Abschirmung dar und ermöglicht eine gute Neutronenökonomie.
Ein wichtiges Ziel der Entwicklung ist neben der Schließung des Brennstoffkreislaufes auch die Transmutation von minoren Aktinoiden, ähnlich wie bei dem russischen BN-800 Reaktor.

## BREST-300
Ein erstes Exemplar wird seit 2017 in Sewersk gebaut. Baubeginn und Baufortschritt litten unter mehreren Verzögerungen; 2018 wurde als Betriebsbeginn das Jahr 2026 genannt. Die Anlage dient auch als Prototyp für die Variante BREST-1200. Der BREST-300 hat eine thermische Leistung von 700 MW und eine elektrische Nettoleistung von 300 MW. Die Kühlmitteltemperatur beträgt ca. 505 °C bei Eintritt und 340 °C beim Verlassen des Wärmetauschers. Das Brennstoffwechselintervall beträgt ca. 5 Jahre bei einem Brennstoffinventar von 20,6 Tonnen.

## BREST-1200
Der BREST-1200 wird für eine elektrische Leistung von 1.200 MW und eine thermische Leistung von 2.800 MW geplant. Das Brennstoffwechselintervall beträgt 5 bis 6 Jahre. Ein Bauentscheid soll nach ersten Betriebserfahrungen mit BREST-300, also etwa 2030 fallen.